# Yukarıkestanepınar, Salıpazarı
Yukarıkestanepınar là một xã thuộc huyện Salıpazarı, tỉnh Samsun, Thổ Nhĩ Kỳ. Dân số thời điểm năm 2010 là 393 người.